# 월녀의 한
"월녀의 한"은 1980년에 개봉한 대한민국의 영화이다.

## 캐스팅
- 허진
- 진봉진
- 박병순
- 이치우
- 윤희
- 노진아
- 국정환
- 김일란
- 나갑성
- 안진수
- 신찬일
- 양승관
- 이백
- 김지영
- 문미봉
- 유명순
- 석명순
- 정미자
- 윤일주
- 최성관
- 박일
- 임해림
- 한명환